# عباس ميرزا (سياسي)
عباس باشا ميرزا من أعيان الشراكسة في المملكة الأردنية الهاشمية. تولى منصب وزير الداخلية في وزارة سمير الرفاعي الثانية عام 1947، ومرة ثانية في وزارة سمير الرفاعي الثالثة عام 1950، ووزيراً للداخلية مرة ثالثة في وزارة هزاع المجالي عام 1955. أصبح عضواً في مجلس الأعيان الأردني الخامس في الفترة 1955–1959.